# 弧腹瑙脂鯉
弧腹瑙脂鯉，為輻鰭魚綱脂鯉目脂鯉亞目脂鯉科的其中一個種，為熱帶淡水魚，分布於南美洲巴西及法屬圭亞那間的Oyapock河流域，體長可達12公分，棲息水流快速、沙石底質的溪流，生活習性不明。

## 扩展阅读
- 維基物種上的相關：弧腹瑙脂鯉